# Fuselagem
Fuselagem é a camada de protecção exterior da estrutura de uma aeronave, geralmente fabricada em metal. O nome vem da palavra francesa "fuselé", que significa forma aerodinâmica. Existem dois tipos principais de fuselagens: de casco ou de viga armada. 

## Fuselagem de viga armada
A fuselagem de viga armada é usada em aviões leves. Consiste de uma estrutura de tubos de aço soldados ou rebitados, ou encastrados entre si em séries de quadros ou triângulos. Os tubos que correm ao longo da fuselagem são as longarinas. As ligações entre as longarinas chamam-se tirantes. As cérceas e as réguas dão a forma aerodinâmica à fuselagem. O cavername ganha então forma com o revestimento final externo, que pode ser de alumínio, de magnésio, plástico moldado ou fibra de vidro. Se for de tela, o revestimento é pintado com dope para endurecer e impermeabilizar.

## Fuselagem de casco
Na fuselagem do tipo casco é o casco  que suporta todo ou parte do esforço no aeroplano. O casco é usualmente construído de alumínio. 
Há duas variantes: Monocoque e semimonocoque. Na fuselagem monocoque o casco é essencialmente uma fina parede tubular que suporta todos os esforços. Monocoque é uma palavra francesa que significa "single shell." Mais comum é a semimonocoque. Este casco é reforçado por longarinas. Anéis, cérceas e tabiques dão forma ao casco.

## Infografia

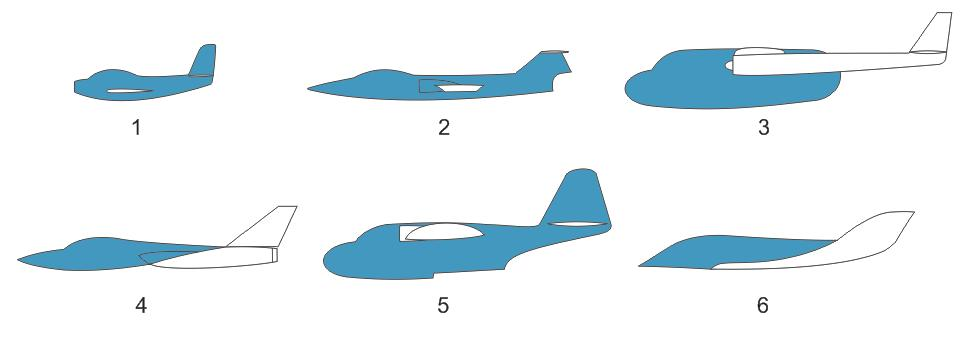
Tipos de fuselagens:
1 - para voo subsônico
2 - para voo supersônico
3 - para voo subsônico e grande capacidade de carga
4 - para voo supersônico e alta capacidade de manobra
5 - Hidroavião
6 - para voo hiperpersônico.